# Thomas Sørensen (fodboldspiller, født 1984)
 Der er flere personer med dette navn, se Thomas Sørensen.
Thomas Sørensen (født 1. august 1984) er en dansk professionel fodboldspiller, der spiller for Hvidovre IF.
Han er tvillingebror til en anden dansk fodboldspiller Andreas Sørensen.

## Karriere
I sæsonen 2012/13 spillede Sørensen for Akademisk Boldklub i 1. division, men fik ikke forlænget aftalen med klubben, da den et-årige kontrakt udløb i sommeren 2013.
Han skiftede herefter til islandske ÍA Akranes i juli, hvor han skrev under på en kontrakt for resten af 2013.
I januar 2014 blev det offentliggjort, at han havde skrevet under på en etårig kontrakt for resten af 2014 med Lyngby Boldklub.